# Anelaphus erakyra
Anelaphus erakyra es una especie de escarabajo longicornio del género Anelaphus, categorizada en la tribu Elaphidiini, de la subfamilia Cerambycinae. Fue descrita por Galileo, Martins & Santos-Silva en 2015.

## Descripción
Mide 10,4 mm de longitud.

## Distribución
Se distribuye por Bolivia.